# Arbués
Arbués es una localidad española perteneciente al municipio de Bailo, en la Jacetania, provincia de Huesca, Aragón.

## Situación
Se encuentra a 768 metros de altitud, entre las últimas estribaciones por el oeste de la sierra de San Juan de la Peña y el paisaje abierto de la Canal de Berdún. Está integrada en el parque natural de San Juan de la Peña que integra doce poblaciones destacadas por sus iglesias, ermitas o castillos.

## Administración municipal
Perteneció al municipio de Alastuey, hasta que a mediados del siglo XIX se constituyó como cabecera municipal de diversas poblaciones vecinas. Desde 1967 forma parte del municipio de Bailo.

## Toponimia
Arbués aparece citado en la documentación histórica desde 987 como Arbós, Arbosse, Arbuas, Arbuassi, Arboasse y Arvuesse.

## Historia
El topónimo Arbués debe de ser prerromano y obedecería a un antropónimo vascón, como sucede en otros poblamientos de la comarca.
La primera referencia escrita fidedigna se remonta a 1004, cuando el noble Aznar Fortuñones donó al monasterio de San Juan de la Peña sus posesiones en “Arbuassi “(Arbués). Años más tarde, en 1046, Raimiro I de Aragón y su esposa Ermisenda donaron también al monasterio de San Juan de la Peña dos “casales” (casas) con sus propiedades en “Arbuas” (Arbués). Tres años más tarde el mismo monarca donó al monasterio de San Juan de la Peña la villa de Arbúes junto con la iglesia de Bailo.
Se tiene noticia de que el abad del monasterio cercano de San Salvador de Pueyo, Galindo de Arbués, nacido en esta localidad, fue maestro de letras en la juventud de Alfonso I el Batallador.

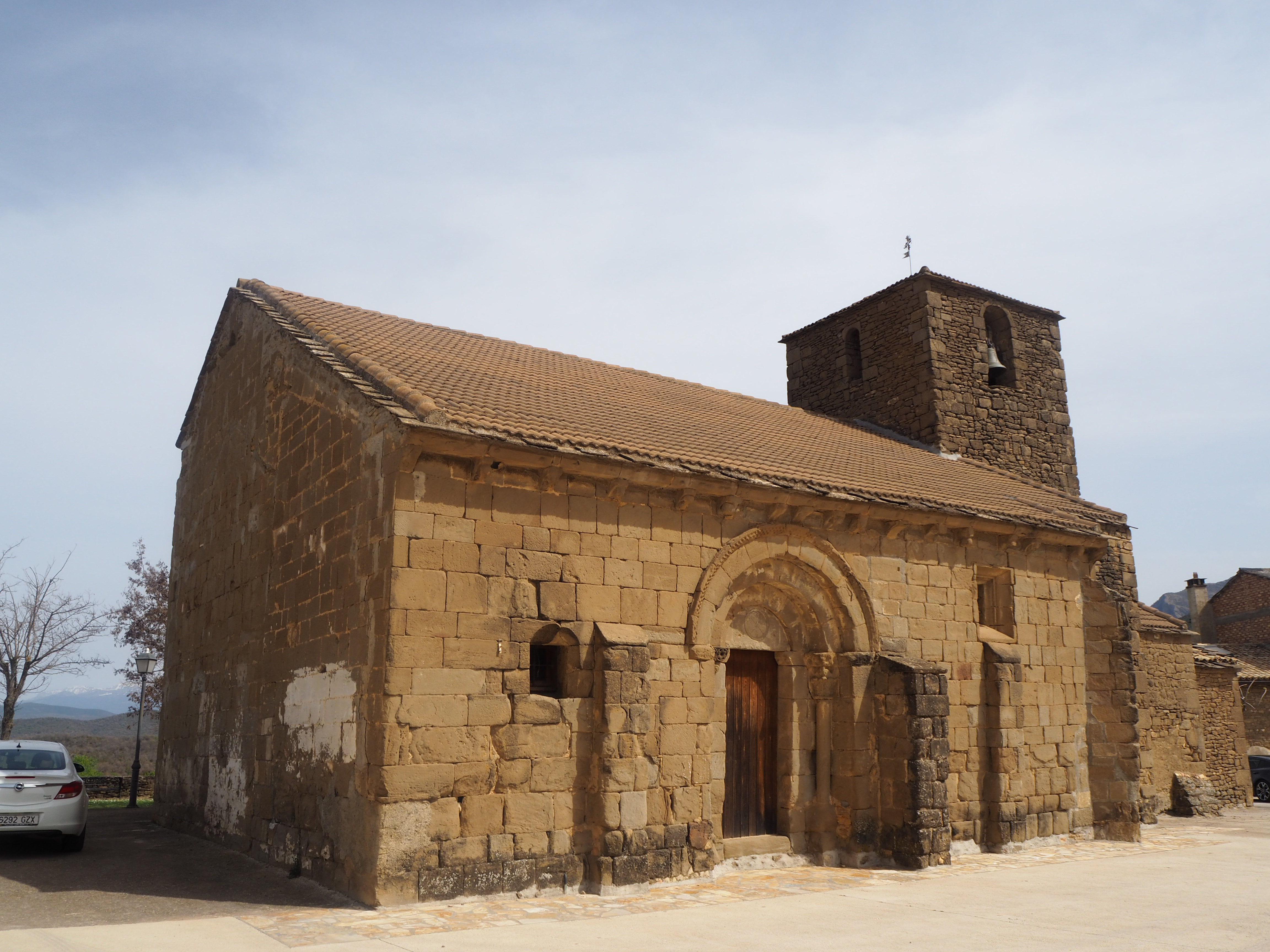
Iglesia de San Pedro Apóstol, muro sur

En 1230 sufrió el asalto e incendio de las tropas del rey de Navarra Sancho VII el Fuerte que efectuaron una incursión en la Canal de Berdún.

## Demografía
| Gráfica de evolución demográfica de Arbués entre 1842 y 1960 |
| |
| Población de derecho según los censos de población del INE Población de hecho según los censos de población del INEEntre el censo de 1857 y el anterior, este municipio desaparece porque se integra en el municipio Alastuey Entre el censo de 1877 y el anterior, aparece este municipio porque cambia de nombre y desaparece el municipio Alastuey Entre el censo de 1970 y el anterior, este municipio desaparece porque se integra en el municipio Bailo |

En el censo del reino de Aragón realizado en 1495 tenía 12 “fuegos” (hogares) lo que vendría a ser unos 120 habitantes. En 1857 tenía 195 y en 1900 aumentó hasta 357. La despoblación del campo a la ciudad en la segunda mitad del siglo XX provocó su práctico abandono, al igual que en otras poblaciones del entorno. En 2004 tenía 16 vecinos.

## Patrimonio arquitectónico

### Iglesia deSan Pedro Apóstol
El templo primitivo se construyó a principios del siglo XII, en estilo románico influenciado por la catedral de Jaca. Tenía una nave de planta rectangular, marcada por arcos fajones y rematada por un ábside semicircular orientado al este, como era habitual. La construcción románica se llevó a cabo con sillares bien cortados y ajustados, en los que se conservan las marcas de canteros (signos lapidarios) que señalaban su trabajo con letras y signos. García Omedes reproduce varias en su portal Románico Aragónés.
Del edificio románico se conservan la nave central y parte del muro sur. El alero meridional y parte del septentrional están decorados con perlas, cruces y rosetas. Debajo del alero sur aparecen los canecillos que, aunque deteriorados, muestran motivos vegetales, animales y, al menos, tres cabezas humanas. 

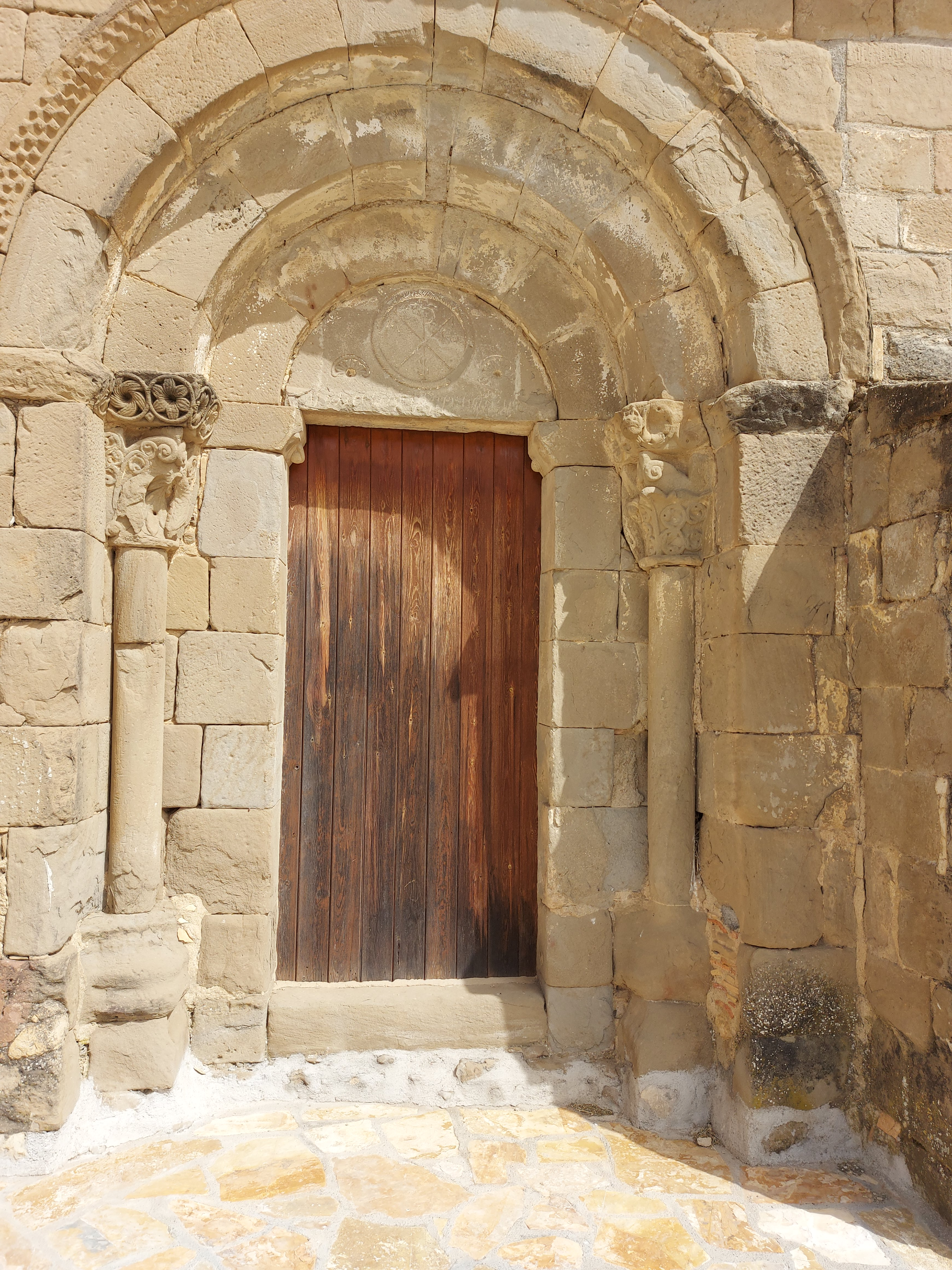
Portada románica

La portada es románica de inspiración jaquesa. Tiene arco de medio punto, con tres arquivoltas a bisel, no en bocel como suele ser habitual; la exterior es la única con decoración, que en este caso es de ajedrezado jaqués. El tímpano, como es frecuente en las iglesias de la época, muestra el crismón, está realizado con incisiones, de manera esquemática; a sus lados figuran dos palmetas también de ejecución tosca.
Dos columnas flanquean la puerta y rematan en capiteles de excelente factura; el de la derecha luce motivos geométricos, a base de círculos tangentes; y el de la izquierda presenta dos aves afrentadas que liban de una flor, un motivo frecuente en la ornamentación románica. Destacan los ábacos, con una talla esmerada y volumen marcado, decorados con motivos vegetales inscritos en círculos.
A partir del siglo XVII la iglesia sufrió cambios sustanciales. Se mantuvo la nave románica y a ambos lados se construyeron sendas naves. Donde estaba el ábside románico se situó el pie del templo y, por el contrario, donde estaba el pie de la nave románica se emplazó el altar. De esta manera se derribaron el muro norte y el sur, en el que se volvió a montar la portada románica.
La entrada, situada al este, se amplió a finales del siglo XIX con el pórtico que permanece actualmente.
En el interior las naves, que tienen tres tramos, están definidas por arcos fajones y cubiertas por bóveda de cañón. En el exterior la cubierta es a dos aguas y, en una obra reciente, la losa primitiva ha sido sustituida por tejas de fibrocemento, un material inapropiado para un edificio de este significado histórico y artístico.
También en el siglo XVII se construyó la sacristía, adosada al lado del evangelio; como las naves de templo, tiene bóveda de cañón.
La torre se edificó a finales del siglo XIX y para ello se derribó el ábside románico. Es de un solo cuerpo y el material es mampostería aunque en algunos paramentos aparece sillar de calidad. 
El interior responde a las obras realizadas en el siglo XVII.  El presbiterio está presidido por un retablo de estilo romanista, posiblemente del siglo XVII, coetáneo de la primera obra de ampliación. Consta de banco con dos relieves de considerable largura, y un cuerpo con tres calles; la central está presidida por el titular, san Pedro Apóstol sedente. Un elegante entablamento clásico, sostenido por cuatro columnas estriadas, se cierra mediante un frontón triangular partido. El ático, presidido por el Calvario, lleva frontón curvo. La talla, el dorado y la policromía son de calidad.
En el muro norte, construido en el siglo XVII, se encuentra en sillar en el que se ha tallado un bajo relieve al que se le ha dado el nombre de “el togado”. Ha sido relacionado con la escultura visigoda-mozárabe, toda vez que no tiene relación estilística con la escultura de la portada; por su parte, García Omedes estima que puede tratarse de una "prueba de escultura".

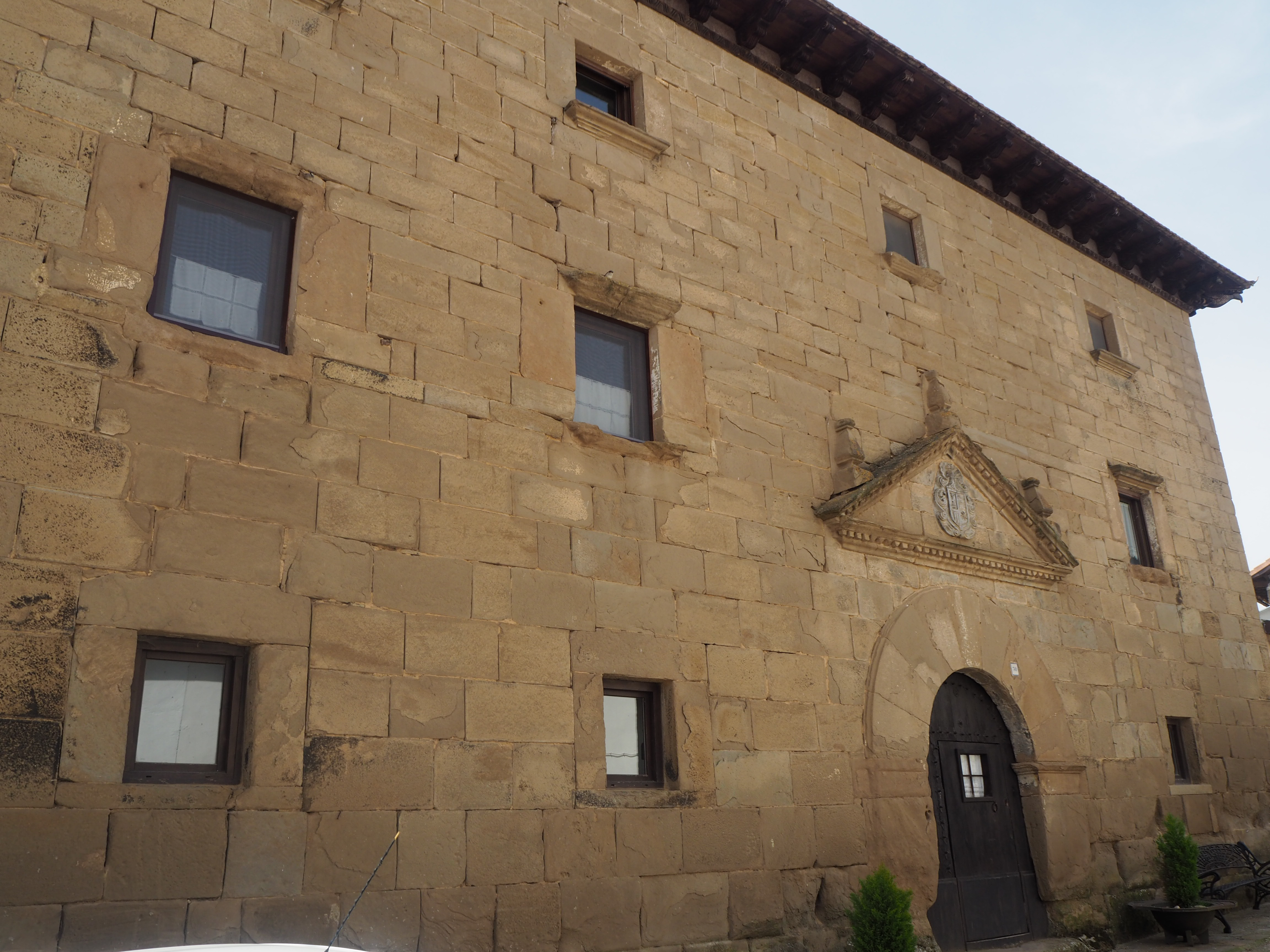
Casa Anaya

### Casa Anaya
Construida en el siglo XVI, de estilo renacentista, perteneció a la familia de infanzones de dicho nombre, cuyo escudo luce en la fachada. Es un edificio exento, de tres pisos, planta rectangular, cubierta a cuatro aguas, recientemente rehecha con teja, y alero de la época con águilas en las esquinas. La fachada se conserva en su estado primitivo; está levantada con sillares de calidad, presenta una portada de arco de medio punto, con grandes dovelas, y toscas pilastras a los lados, se cierra con un frontón triangular de estilo herreriano, con remates piramidales en los ángulos, cuyo diseño y ejecución es de más calidad que la portada. En su interior luce el escudo de esta familia de infanzones. Las ventanas de los tres pisos guardan simetría entre ellas.

### Arquitectura popular
El núcleo urbano es reducido y se distribuye a lo largo de la calle mayor, que sube a la parroquia, situada en el extremo occidental. Las casas se presentan adosadas y, con menor frecuencia, exentas. Están construidas con mampostería y con sillares en las esquinas y vanos. Se encuentran portadas con arcos de medio punto y dovelas, aunque también las hay adinteladas. 
Las cubiertas de losa, tradicionales en la zona, se han sustituido por de teja árabe, aunque todavía se mantienen en pajares y corrales.

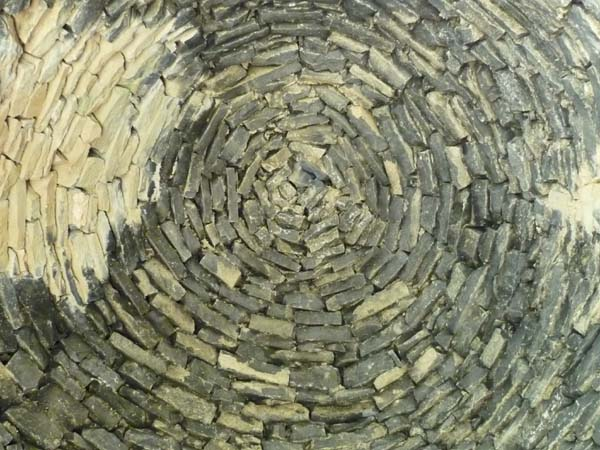
Falsa cúpula de la caseta rural

### Caseta rural
Se trata de una construcción tradicional destinada a albergar aperos de labranza y ocasionalmente a los agricultores y pastores, frecuente en los campos de la comarca. Este ejemplar es excepcional por la técnica constructiva y su estado de conservación. Está levantada con mampostería y mortero de arena, tiene planta cuadrada, con puerta adintelada y, lo más destacado, está cubierta con una falsa bóveda formada por unas doce hiladas que avanzan progresivamente hasta alcanzar la clave situada a unos tres metros de altura, en donde se encuentra una salida de humos. Desde el exterior se contempla la cubierta de losas, que presenta un perfil abovedado.

### Ermita deSan Sebastián
Se llega por una amplia pista orientada al este, en dirección San Juan de la Peña. Dista unos tres kilómetros de Arbués y se encuentra en el collado del mismo nombre. Es un edificio rectangular, de unos 20 por 7 metros, cubierto a dos aguas, con puerta y dos pequeñas ventanas orientadas al sur. Fue totalmente rehabilitado en 2006 y la portada, de factura sencilla, corresponde al siglo XIX. En el interior la cubierta descansa sobre armadura de madera reforzada con tirantes.

## Fiestas
20 de enero, san Sebastián, titular de la ermita. La víspera se encienden hogueras.

## Galería de imágenes

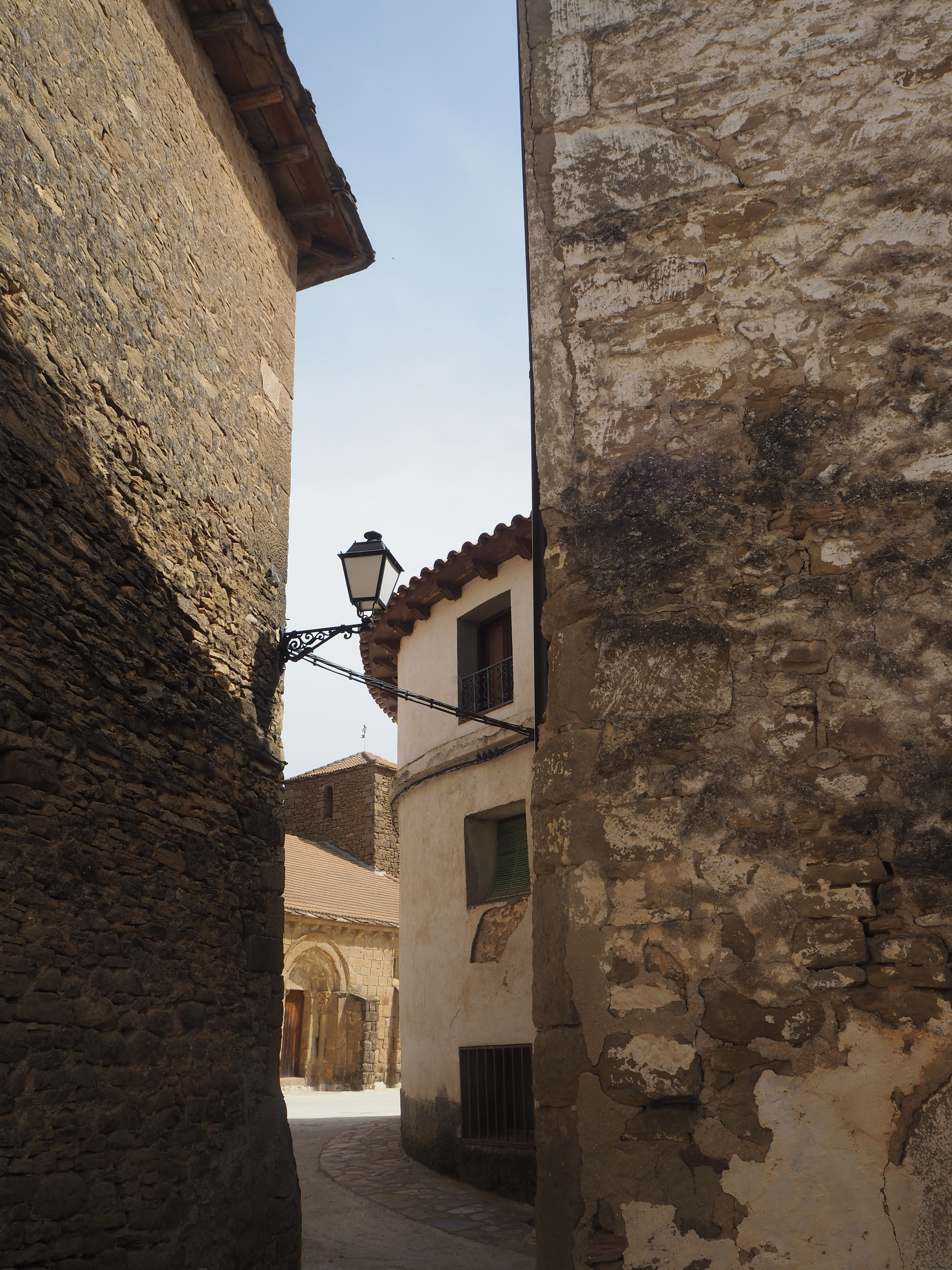
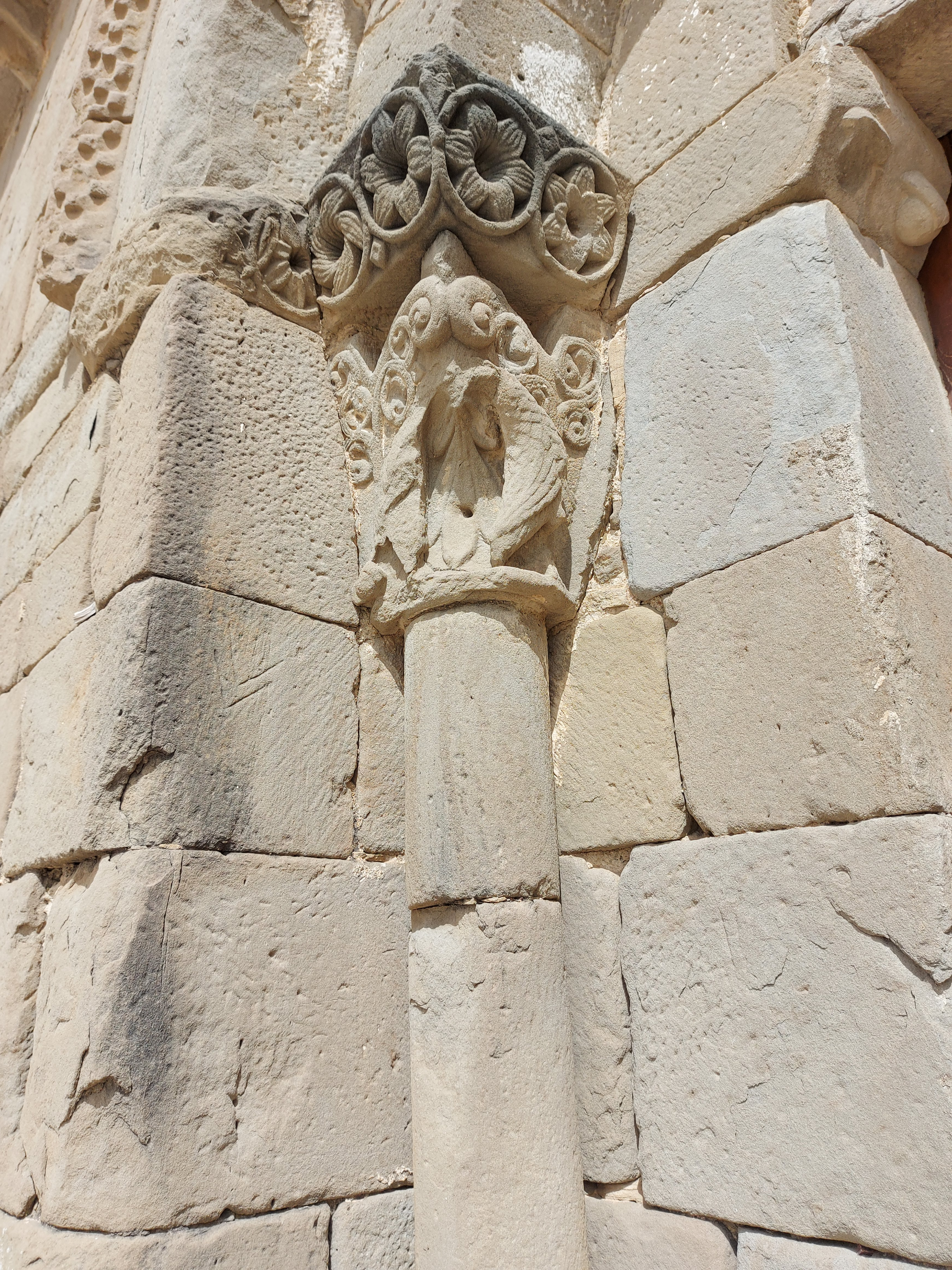
Capitel románico. A la izquierda del capitel, en el sillar central, se aprecia una marca de cantero formada por dos "uves"
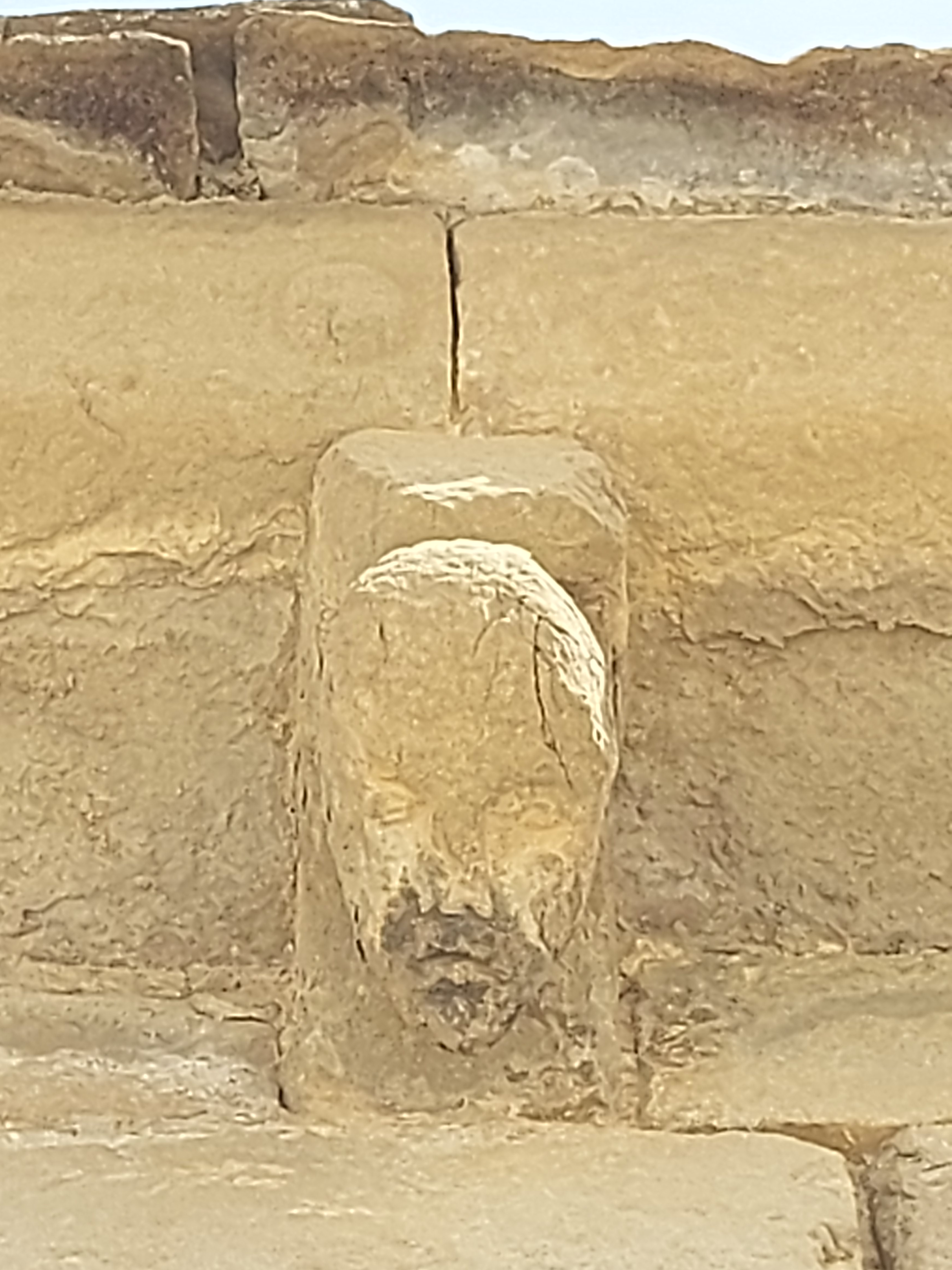
Canecillo con cabeza humana
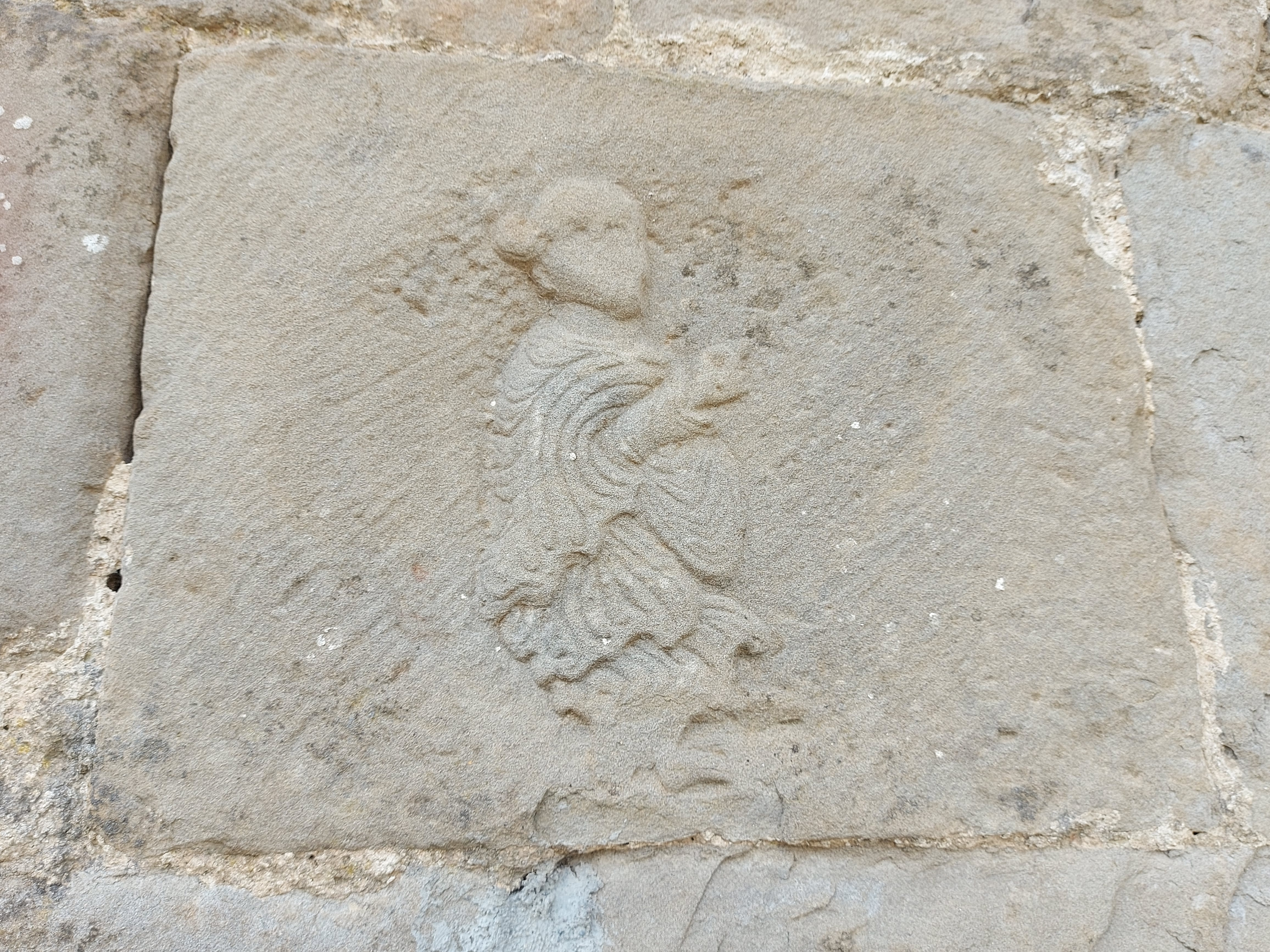
Bajorrelieve de "El togado"
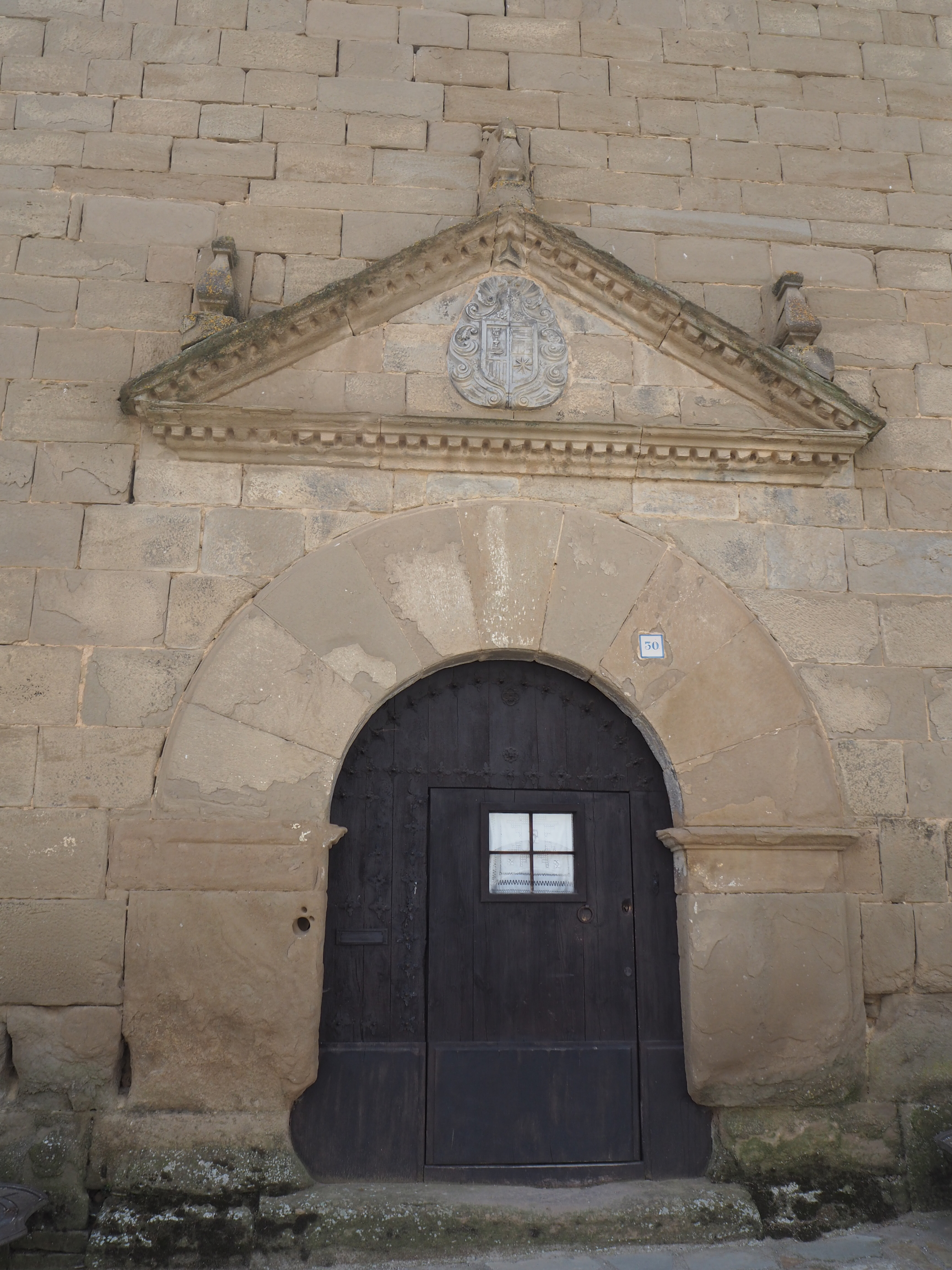
Portada renacentista de la casa Anaya
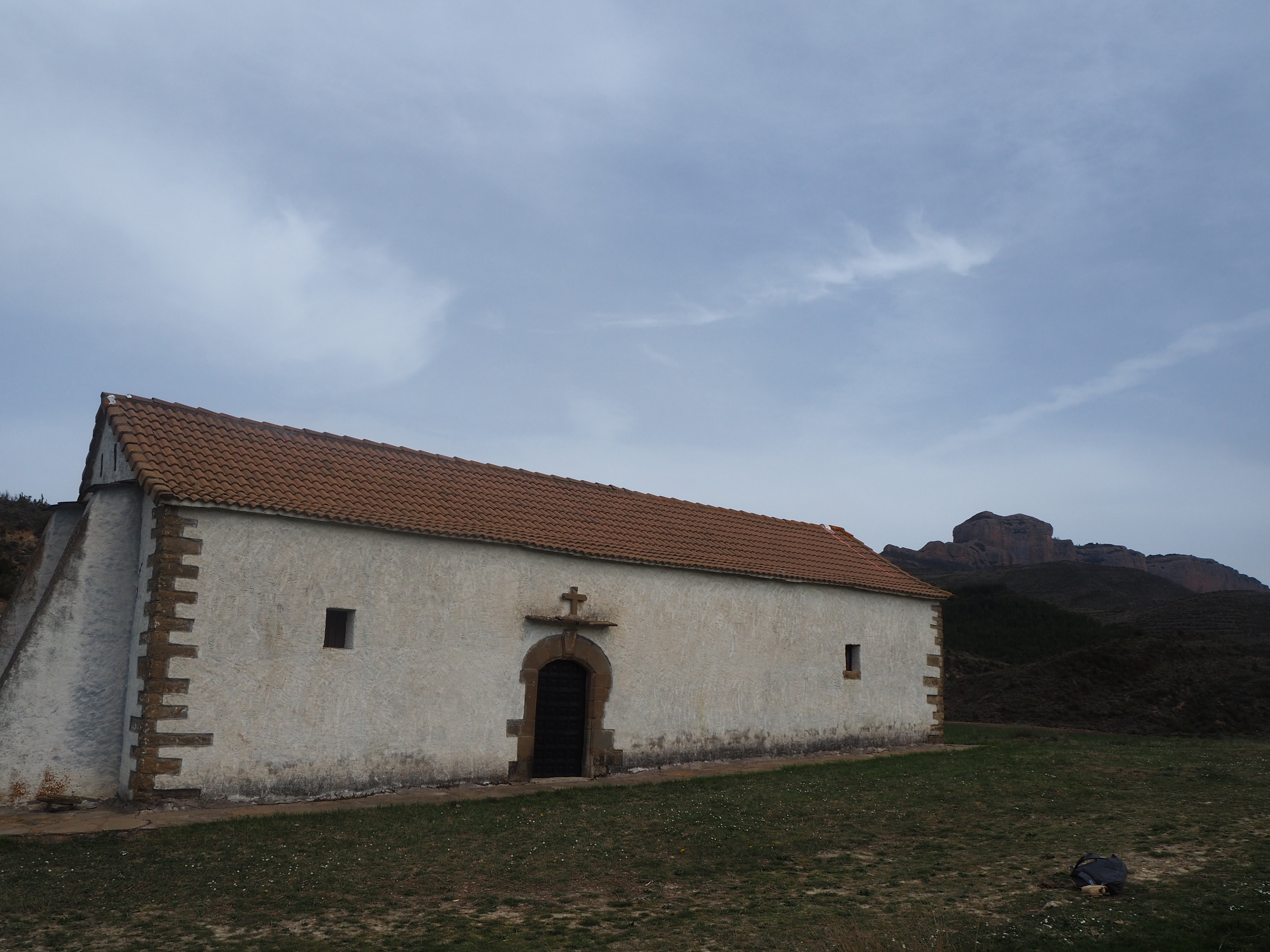
Ermita de San Sebastián